# Monika Dąbrowska (farmaceuta)
Monika Maria Dąbrowska – dr hab. nauk farmaceutycznych, adiunkt Katedry Chemii Nieorganicznej i Analitycznej Wydziału Farmaceutycznego Collegium Medicum Uniwersytetu Jagiellońskiego.

## Życiorys
23 czerwca 2008 obroniła pracę doktorską Analiza wybranych cefalosporyn z udziałem β-cyklodekstryny w aspekcie rozdziału izomerów i oceny trwałości, 26 lutego 2018 habilitowała się na podstawie pracy zatytułowanej Analiza ilościowa oraz badanie właściwości fizykochemicznych wybranych cefalosporyn wraz z oceną ich trwałości w warunkach stresowych. Objęła funkcję adiunkta w Katedrze Chemii Nieorganicznej i Analitycznej na Wydziale Farmaceutycznym Collegium Medicum Uniwersytetu Jagiellońskiego.